# Роетье, Шарль-Норбер

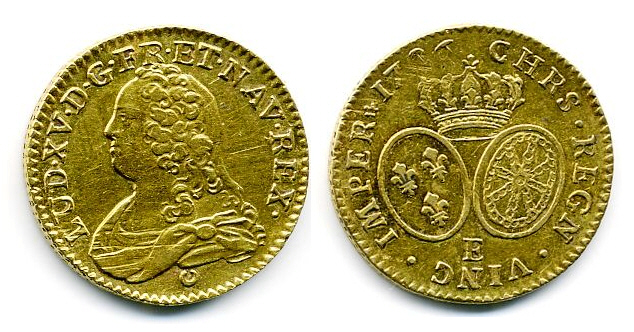
Луидор Людовика XV

Шарль-Норбер Роеттье (фр. Charles Norbert Roëttiers; 15 августа 1720, Париж — 19 ноября 1772, там же) — французский медальер. гравёр и резчик монетных штемпелей.

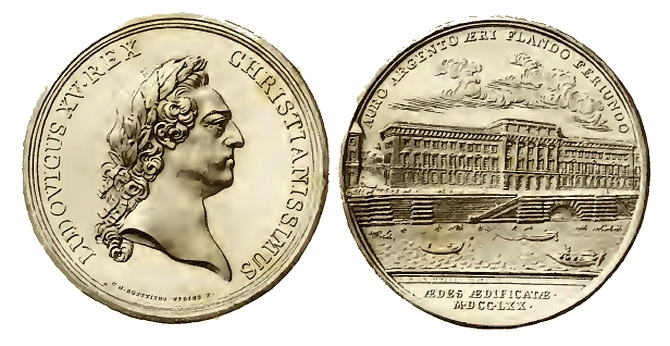
Медаль Людовика XV, строительство отеля де ла Монне, серебро, 1770 г.

Голландского происхождения. Представитель знаменитого семейства медальеров, ювелиров, серебряных дел мастеров Роеттье.
Сын Жозефа-Шарля Роэттира, внук Жозефа Роэттира. Учился ремеслу гравёра и медальера у своего отца.
Служил главным гравёром французского монетного двора (1753—1768) и гравёром монетарного двора Парижа до своей смерти (1759—1772). В 1764 году стал членом Королевской Академии живописи и скульптуры.